# NGC 1121
NGC 1121 is een lensvormig sterrenstelsel in het sterrenbeeld Eridanus. Het hemelobject werd op 9 november 1884 ontdekt door de Amerikaanse astronoom Lewis A. Swift.

## Synoniemen
- PGC 10789
- UGC 2332
- MCG 0-8-30
- ZWG 389.32
- ARAK 93